# Pedro Agustín de Echevarri
Pedro Agustín de Echevarri y Sustacha (Sestao, 25 de junio de 1756; Deusto, 6 de marzo del 1828) fue un político y militar español, que se distinguió en la Guerra de la Independencia Española, y en el primer sexenio absolutista de Fernando VII.

## Biografía
Hijo de José de Echevarri Hurtado de Mendoza y de María Antonia Sustacha, fue inicialmente hombre de mar. Se unió al ejército en el contexto de la guerra anglo-española de 1779-1783, convirtiéndose en teniente de las milicias de Gran Canaria.
Concluida la guerra, fue teniente en varios regimientos destacados en plazas africanas (Orán, Peñón de Vélez de la Gomera, Melilla). Transferido posteriormente a la península, fue enviado al Regimiento de Cataluña, participando en la Guerra del Rosellón contra Francia. Tomó parte en la batalla de San Lorenzo de la Muga, en la acción de Montroig, en las acciones de Báscara y Calabuig, peleando asimismo en la batalla de Pontós.
En 1804 recibe la comandancia de Córdoba, a cuyo frente se encontrará al estallar la Guerra de Independencia. En la batalla del puente de Alcolea (1808), defendió el puente al frente de 3000 hombres de tropa y de civiles, disponiendo de 12 cañones, se ubicó en la entrada del puente esperando que los franceses a las órdenes del general Dupont se presentaran para atacarlo. En el primer embate lograron los españoles rehusar el enemigo, pero estos se rehicieron, y dado que los civiles no mantuvieron la posición, los franceses consiguieron desbandarlos; por eso, abandonada la tropa por sus auxiliares, esta tuvo que retirarse.
Echevarri logró que la retirada se hiciera con el mayor orden. En estos ataques los franceses perdieron unos 200 hombres y otros tantos aproximadamente perdieron las huestes españolas.
Como absolutista, acabada la guerra, fue secretario de un ministerio de policía de corta duración creado para él (de 15 de marzo a 8 de octubre de 1815). Llegó a teniente general (1815), obtuvo la Gran Cruz de la Orden de San Hermenegildo y, por real decreto de 1823, recibió el título de marqués de la Fidelidad.